# Gifford's Stone

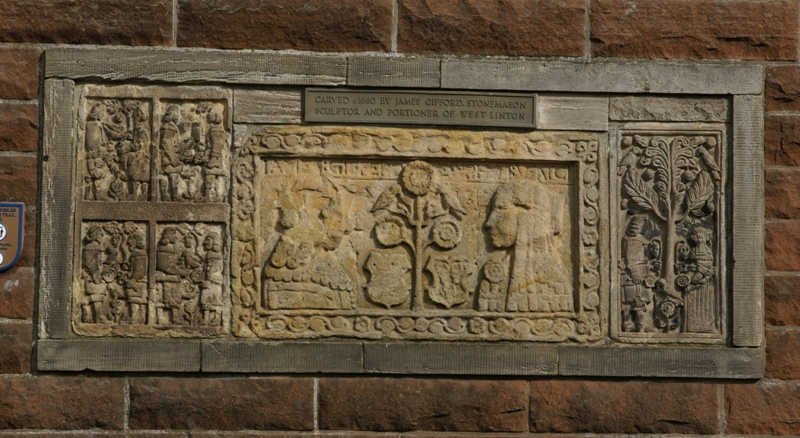
Gifford's Stone.

De Gifford's Stone is een zeventiende-eeuwse gebeeldhouwde steen, die zich bevindt in West Linton, ten zuidwesten van Penicuik, in de Schotse regio Scottish Borders.
De plaatselijke metselaar James Gifford maakte in 1660 ter gelegenheid van zijn huwelijk met Euphemia Veitch een gebeeldhouwde steen, die later bekend werd als de Gifford's Stone.
De steen toont James Gifford en zijn vrouw en hun beider wapens. Het ene flankerende paneel toont zes voorouders van James Gifford en een afbeelding van Gifford en zijn zoon. Het andere flankerende paneel toont Gifford en zijn vrouw staand onder een appelboom waarin vogels zitten.
Nadat zijn huis was afgebroken in 1864 werd de Gifford's Stone ingemetseld op de huidige locatie in Main Street.